# Успение Богородично (Приония)
Вижте пояснителната страница за други значения на Успение Богородично.
„Успение на Пресвета Богородица“ (на гръцки: Κοίμησης Θεοτόκου) е средновековна православна църква край гревенското село Приония (Бозово), Егейска Македония, Гърция.
Разположена е на 3,5 km южно от селото, по пътя за Калитеа (Балтино). Храмът е построен около 1400 година като манастирска църква. Светилището иконите и иконостасът са запазени в оригиналния си вид. Женската църква е обновявана по-късно. Около църквата е имало и монашески килии. В 2010 година целият храм е възстановен.